# (1633) Chimay
(1633) Chimay – planetoida z grupy pasa głównego asteroid okrążająca Słońce w ciągu 5 lat i 252 dni w średniej odległości 3,19 au. Została odkryta 3 marca 1929 roku w Observatoire Royal de Belgique w Uccle przez Sylvaina Arenda. Nazwa planetoidy pochodzi od miasta Chimay w Belgii. Przed nadaniem nazwy planetoida nosiła oznaczenie tymczasowe (1633) 1929 EC.